# Station Meszno
Station Meszno is een spoorwegstation in de Poolse plaats Meszno.